# Кошкельди
Кошкельди (рос. Кошкельды, чеч. Берза-Боьра) — село у Гудермеському районі Чечні Російської Федерації.
Населення становить 5732 особи (2019). Входить до складу муніципального утворення Кошкельдинське сільське поселення.

## Історія
Згідно із законом від 27 лютого 2009 року органом місцевого самоврядування є Кошкельдинське сільське поселення.

## Населення
| 1990  | 2002  | 2010  | 2012  | 2013  | 2014  | 2015  |
| ----- | ----- | ----- | ----- | ----- | ----- | ----- |
| 3718  | ↗5210 | ↘4823 | ↗5011 | ↗5114 | ↗5170 | ↗5290 |
| 2016  | 2017  | 2018  | 2019  |       |       |       |
| ↗5410 | ↗5540 | ↗5635 | ↗5732 |       |       |       |